# گمینا اوپوله لوبلسکیه
گمینا اوپوله لوبلسکیه (به لهستانی:  Gmina Opole Lubelskie) یک گمینا در لهستان است که در شهرستان اوپوله لوبلسکیه واقع شده‌است. گمینا اوپوله لوبلسکیه ۱۹۳٫۸۱ کیلومتر مربع مساحت و ۱۷٬۶۳۳ نفر جمعیت دارد.